# اما (رمان)
اِما (به انگلیسی: Emma) نام رمانی از جین آستن است که دربارهٔ برداشت نادرست از دلباختگی نوشته شده‌است. این رمان نخست در دسامبر ۱۸۱۵ میلادی به چاپ رسید. مانند دیگر رمانهایش، آستن در این داستان هم به درگیری‌ها و دلبستگی‌های زنان در دوره جورجی انگلستان می‌پردازد.
پیش از نوشتن داستان آستن نوشت «می‌خواهم قهرمان زنی بیاورم که هیچ‌کس جز از خودم خیلی دوستش نخواهد داشت». در نخستین بند داستان، کاراکتر نامی رمان را ، اینگونه معرفی می‌کند: «دوشیزه اِما وودهاوس دختری زیبا، باهوش و پولدار». البته اما شاید اندکی لوس باشد، خودش را در پیوند دادن زوجها خیلی دست بالا می‌گیرد، از پیامدهای سوسه دواندن در کارهای دیگران ناآگاه است و رفتار دیگران را نیز بد برداشت می‌کند. این داستان گونه‌ای از رمان تربیتی است.

## چکیده داستان

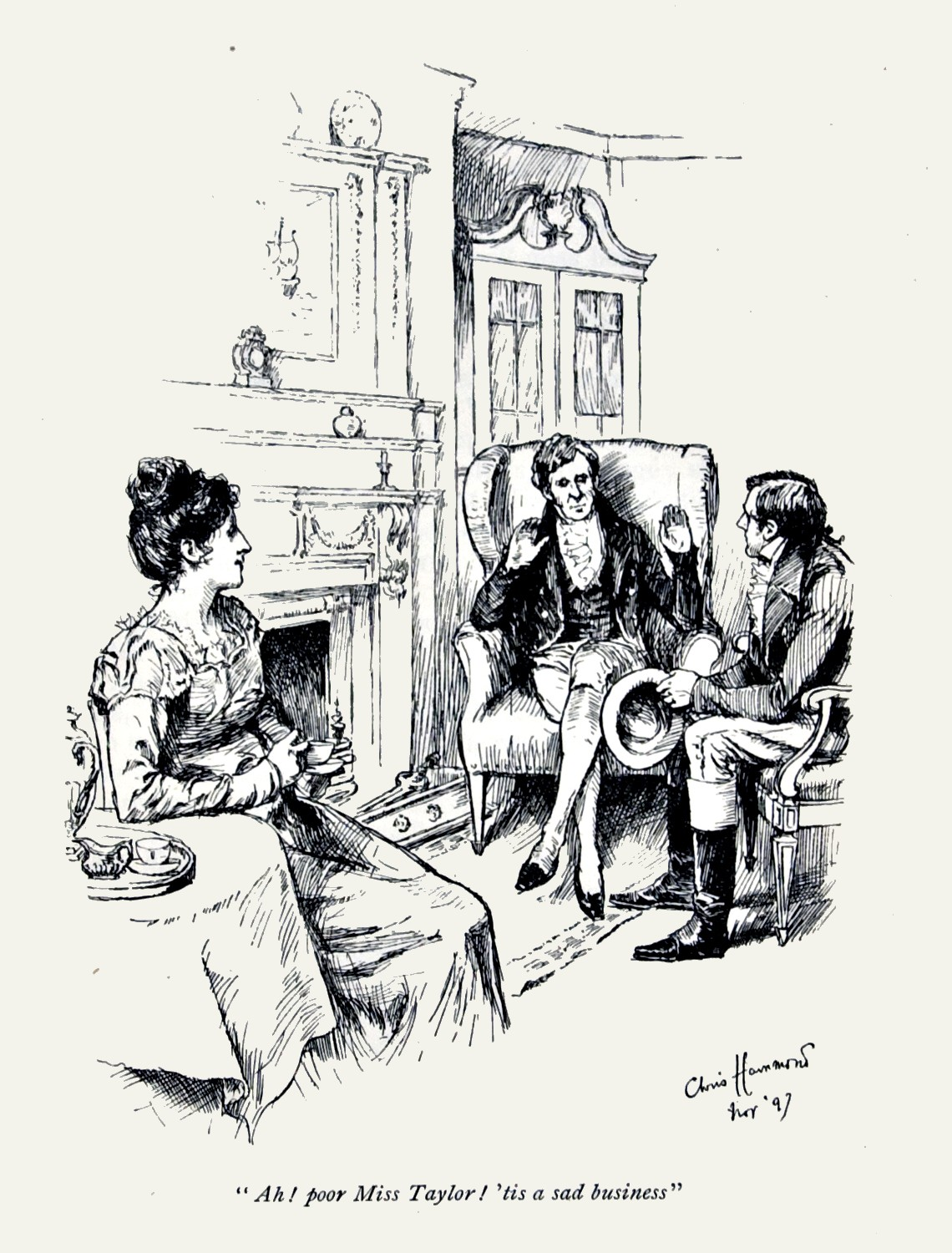
Emma (Jane Austen Novel) ch. 1 : Mr Woodhouse is commenting on Miss Taylor marriage to Mr Knigthley

### جلد نخست
دوشیزه اِما وودهاوس دختری زیبا، باهوش و پولدار بیست و یک سال دارد. او در خانه بزرگ اربابی در هارتفیلد، در نزدیکی روستای بزرگ هایبری با پدر پیر و خودبیمارانگارش زندگی می‌کند. آقای نایتلی که برادر بزرگ جان نایتلی شوهر خواهر بزرگتر اما، جین است در همسایگی آنان خانه اربابی بزرگی در نزدیکی نیایشکده دان ول دارد. ازدواج خانم تیلور، دایه اما با آقای وستون ارباب پولدار و زن مرده این فکر را به سر دوشیزه اما می‌اندازد که گویا در پیش‌بینی این پیوند نقشی داشته و براستی با هوش سرشارش الهام‌بخش و نوید‌دهنده در پیوند دلها و ازدواجهاست. برای گذران روز و تنها نماندن، اما می‌کوشد تا برای هریت اسمیت زیبا که چندی است در دل آقای رابرت مارتین جوان زمیندارِ ساده و روستایی جای دارد، شوهر مناسب‌تری پیدا کند. نخست بایستی از دل این جوان بدرش آورد و آنگاه او را در دل آقای التون جای دهد. آقای التون که دلباخته خود اِما شده، به همۀ خواسته‌های دوشیزه اِما در شادمان کردن هریت اسمیت پاسخ مناسب می‌دهد.
آقای وستون برای سال نو میهمانی شامی براه می‌اندازد. سر میز شام، آقای التون در نبود هریت که بیمار شده، بسیار پرشور و شاد است و با دوشیزه اِما بسیار شوخی می‌کند. آقای وستون به اِما می‌گوید پسرش فرانک در دومین هفتۀ ماه ژانویه خواهد آمد. به هنگام بازگشت آقای نایتلی با کاسکه دیگر می‌رود و اِما را با آقای التون در کاسکه‌ای تنها می‌گذارد. التون ابراز دلباختگی می‌کند و اِما خشمگین او را با سردی از خود می‌راند. سرانجام فرانک بنا به قرار نمی‌آید.

### جلد دوم
خانم بیتس به اما مژده می‌دهد که نوه‌اش جین فیرفاکس که او از کودکی می‌شناسد و چندان با او میانه خوبی ندارد، برای سه ماه به هایبری خواهد آمد. جین بسیار آداب دان و فاخر و بسیار تودار است. آقای التون هم با دوشیزه آگوستا هاوکینز ازدواج می‌کند که زنی بسیار پولدار و کم و بیش زیباست. دوشیزه اما فرانک را جوانی بسیار شوخ و شاد می‌یابد. فرانک پس از رسیدن به دیدن جین فیرفاکس که نزد خانواده بیتس در ویموت با او آشنا شده بوده، می‌رود. خوشبینی اما دربارهٔ فرانک چرچیل مانند دیگران پس از رفتن او به لندن برای کوتاه کردن موهایش از میان می‌رود. در میهمانی خانه کول، دوشیزه اما از خانم بیتس می‌شنود که پیانویی برای جین فرستاده شده از یک ناشناس. به گمان اما و فرانک این هدیه از سوی آقای دیکسون داماد خانواده کمپل که سرپرست جین بوده‌اند، بوده که پنهانی دلباخته جین است. چند روز پس از آن، اما و خانم وستون در خانه خانم بیتس فرانک را می‌بینند که نه تنها شیشه عینک خانم بیتس را جا انداخته، بلکه پیانو را هم کوک کرده و از جین خواسته تا برایشان بنوازد. فرانک می‌خواهد برگزاری یک شب‌نشینی برای رقص در میهمانخانه کورون (= تاج، اشاره به شهبانوی بریتانیا) را برنامه‌ریزی کند که نامه‌ای می‌رسد و چون خانم چرچیل خالهٔ فرانک بیمار شده، به ناچار فرانک همه چیز را نیمه کاره رها می‌کند تا برگردد. جدایی سخت است و فرانک ناگفته بسیار دارد. اما گمان می‌برد که فرانک به او دلباخته شده‌است. اما دردیدار نخست با خانم التون، وی را زیبا و نه چندان فاخر می‌یابد. گفتگو بیشتر با خانم التون نشان می‌دهد که او زنی خودخواه و بی‌فرهنگ است. همه خانواده‌های هایبری آقا و خانم التون را میهمان می‌کنند و دوشیزه اما نیز هم ناگزیر و از روی ناخرسندی به میهمان کردن آنان تن در می‌دهد. خانم التون می‌خواهد کار پیشکاری برای جین فیرفاکس در نزد خانواده‌ای پیدا کند و جین از این کار خوشش نمی‌آید، زیرا این کار را مانند برده بودن می‌داند. پاسی از شب گذشته، آقای وستون از لندن می‌رسد و مژده بازگشت فرانک را می‌دهد.

### جلد سوم
درشب نشینی فرانک همه می‌رقصند. آقای التون هریت را سخت خوار می‌شمارد زیرا از رقص با او چون از خون و خانواده بزرگان نیست، سرباز می‌زند، در اینجا آقای نایتلی از هریت می‌خواهد با او برقصد و دوشیزه اما از او بسیار سپاس‌گزار می‌شود. چند روز پس از آن، هریت را گروهی از کولی‌ها آزار می‌دهند، فرانک چرچیل او را از دست آن‌ها می‌رهاند. هریت گنجینه‌اش را می‌سوزاند، گنجینه چیزی جز یادگاری‌های آقای التون نیست. از آن پس، به گمان اما هریت دلباخته رهایی‌بخش خود، فرانک چرچیل است؛ و دوشیزه اما از این پیشامد برای هریت بسیار شادمان است. در ماه ژوئن، در میهمانی چای در خانه هارتفیلد، اما، آقای نایتلی، فرانک چرچیل، جین فیرفاکس و خانم و آقای التون با بازی یافتن واژه ناپیدا خود را سرگرم می‌کنند. واژه گزیده شده فرانک آشفتگی و پریشانی جین را به دنبال دارد. هوای خوب بهانه‌ای می‌شود تا آقای نایتلی میهمانی چیدن و چشیدن توت فرنگی راه بیندازد. آنجا اما آقای نایتلی را می‌بیند که با هریت خیلی گرم گرفته‌است. فردای آنروز در گردش تابستانی در باکس هیل اما ریشخند ناجوری می‌کند که به خانم بیتس سخت برمی‌خورد و خشم آقای نایتلی را برمی‌انگیزد. فردای آنروز، اما برای پوزش خواهی به خانه خانم بیتس می‌رود. از خانم بیتس می‌شنود که فرانک به خانه پدری برگشته و جین پیشکاری در نزد یکی از دوستان خانم التون را پذیرفته‌است. آقای نایتلی چند روزی به نزد برادرش در لندن می‌رود. فردایش همه اهالی هایبری از مرگ خانم چرچیل آگاه می‌شوند. فرانک چرچیل پنهانی با جین نامزد می‌کند. هریت برای اما فاش می‌کند که آنکه دلباخته‌اش و ناجی او بوده فرانک نبوده بلکه آقای نایتلی است که شب رقص با او رقصیده و از اهانت و خواری او را رهانده‌است. اما درمی یابد که به آقای نایتلی دلباخته است پس نباید او را به دست هریت بسپارد. فردایش آقای نایتلی از لندن برمی گردد. اما او را می‌بیند و در اوج سرگشتگی و بهت زدگی اما، آقای نایتلی سرانجام سفره دل می‌گشاید و از دلباختگیش به اما می‌گوید. وه چه زیبا سخنی است و پاسخ اما چه می‌تواند باشد جز آری! هریت با خواستگار نخست خود رابرت مارتین در ماه سپتامبرازدواج می‌کند. در اکتبر، اما و آقای نایتلی ازدواج می‌کنند.

## آدمهای داستان
- اما وودهاوس : قهرمان داستان است. دختری زیبا و باهوش که مادر خود را در کودکی از دست داده‌است و از زمانی که خواهر بزرگتر او ازدواج کرده‌است، خانم خانه شده‌است. گرچه وی کمی پخته‌تر از سن خودش است، با این همه از روی نیاموختگی در زندگی راستین و این باور که او همیشه درست می‌گوید، دست به کارهای نادرستی می‌زند. همچنین وی با خویشتن سوگند خورده‌است که ازدواج نکند تا این که سرانجام به خود می‌آید و درمی یابد که همواره دلباخته آقای نایتلی بوده‌است.
- جورج نایتلی: وی سی و شش ساله است و دوست نزدیک و تنها یاور اما و تنها کسی است که از او خرده می‌گیرد. او برادر بزرگتر جان نایتلی، شوهر ایزابلا خواهر بزرگتر اما است و ارباب زمین‌های همسایه است.
- جین فیرفاکس: یتیمی که تنها کسان نزدیکش خاله‌اش دوشیزه بیتز و مادر بزرگش هستند. وی دختری زیبا و باهوش و در نواختن پیانو و آواز چیره‌دست است. او تنها کسی است که اما به او رشک می‌برد.
- هریت اسمیت : دختر جوان و دوست اما که از آموزشکده‌ای نزدیک بیرون آمده و اما را تنها راهنما، یاور و غمخوار خود می‌داند. اما در برگهای نخست داستان از او بسیار پشتیبانی می‌کند. اما بسیار می‌کوشد تا همسر خوبی برای هریت پیدا کند.
- فیلیپ التون: جوانی خوش‌برخورد که اما او را شیقته خود می‌پندارد، هر چند اما او را برای ازدواج با هریت مرد مناسبی می بنیند و سرانجام با آگوستا ازدواج می‌کند.
- آگوستا التون همسر آقای التون، زنی خودپسند و بی فرهنگ است.
- خانم آنه وستون: یا خانم تیلور، سرپرستی اما را ۱۶ سال بر دوش داشت تا این که با آقای وستون ازدواج کرد.
- آقای وستون مردی پولدار و زن مرده که با خانم تیلور ازدواج می‌کند.
- دوشیزه بیتز: خالهٔ جین فیرفاکس که با مادر خود در هایبری زندگی می‌کند.
- هنری وودهاوس: پدر خودبیمارانگار و گوشه‌گیر اما است.
- مارک فرانک چرچیل: پسر آقای وستون و جوانی دوست داشتنی است که مورد توجه همگان به جز آقای نایتلی است. او پس از مرگ مادرش، از پشتیبانی خالهٔ خود الیزابت چرچیل برخوردار می‌شود.
- ایزابلا نایتلی خواهر بزرگتر اما است.
- جان نایتلی شوهر ایزابلا و بردار بزرگتر جورج است.

## برگردان فارسی
این رمان را رضا رضایی به فارسی برگرداننده است و نشر نی آن را به چاپ رسانده‌است.

## آثار اقتباسی

### فیلم
- بی‌سرنخ محصول آمریکا ۱۹۹۵
- اما محصول آمریکا و انگلیس ۱۹۹۶
- اما محصول انگلیس ۱۹۹۶
- عایشا محصول هند ۲۰۱۰
- اما محصول آمریکا و انگلیس ۲۰۲۰

### سریال
- اما محصول انگلیس ۲۰۰۹

## پوشانها
- ویکی‌پدیای انگلیسی